# 玉屏镇 (兴文县)
玉屏镇，是中华人民共和国四川省宜宾市兴文县曾经下辖的一个镇。2019年8月，撤销玉屏镇，将其所属行政区域划归僰王山镇管辖。

## 行政区划
玉屏镇撤销前下辖以下地区：
望江社区、新阳村、河畔村、鱼池村、九角村、中棉村、中心村、同尧村和玉联村。